# When We Rock, We Rock, and When We Roll, We Roll
When We Rock, We Rock, and When We Roll, We Roll kompilacijski je album britanskog hard rock sastava Deep Purple, kojeg 1978. godine objavljuje diskografska kuća, 'Warner Bros. Records'.
Kompilacija se sastoji od njihovih najboljih skladbi do 1974. godine, poput njihovih klasičnih uspješnica "Hush", "Kentucky Woman" i "Smoke on the Water".

## Popis pjesama
Sve pjesme napisali su Blackmore/Gillan/Glover/Lord/Paice, osim gdje je rugačije naznačeno.
1. "Space Truckin'" - 4.31
2. "Kentucky Woman" - (Neil Diamond) - 4.44
3. "Hard Road (Wring That Neck)" (Evans/Lord/Paice) - 5.11  -pisana kao "Hard Road", jer to je bio izvorni američki naziv za tu pjesmu-
4. "Burn" (Blackmore/Lord/Paice/Coverdale) 6.00
5. "Woman from Tokyo" - 5.30  - Pogrešno označena na omotu albuma kao uživo pjesma, dok je ustvari studijska verzija -
6. "Hush" (Joe South) - 4.25
7. "Smoke on the Water" - 6.27  - nije uživo izvedba, već obrađena pjesma s albuma Made in Japan-
8. "Highway Star" {uživo} - 6.47

## Izvođači
- Ritchie Blackmore - gitara
- Ian Gillan - prvi vokal
- Roger Glover - bas-gitara
- Jon Lord - orgulje, klavijature, prateći vokali
- Ian Paice - bubnjevi
- Rod Evans - prvi vokal
- Nick Simper - bas-gitara, prateći vokali
- David Coverdale - prvi vokal
- Glenn Hughes - bas-gitara,  vokal

## Vanjske poveznice
- Discogs.com - Deep Purple - When We Rock, We Rock, and When We Roll, We Roll